# Amado Azar
Amado Azar   (Córdoba, 31 de desembre de 1913 - 1971) va ser un boxejador argentí que va competir durant les dècades de 1930 i 1940.
El 1932 va prendre part en els Jocs Olímpics de Los Angeles, on guanyà la medalla de plata de la categoria del pes mitjà  del programa de boxa, en perdre la final contra Carmen Barth.
Posteriorment, entre 1932 i 1945, fou professional, amb un balanç de 53 victòries, 6 derrotes i 7 combats nuls. El 1941 va guanyar el títol argentí del pes pesant.